# New American Cyclopedia

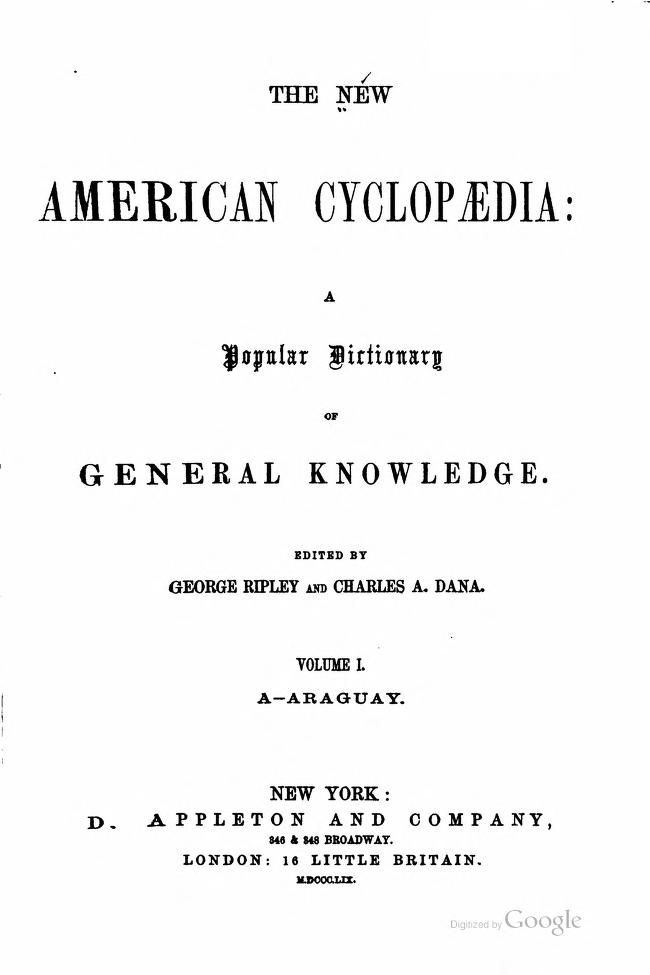
Portada del primer volumen

The New American Cyclopedia: A Popular Dictionary of General Knowledge fue una enciclopedia publicada en Estados Unidos entre 1858 y 1863, a cargo de los editores George Ripley y Charles Anderson Dana. Entre los 364 colaboradores que redactaron los artículos figuraron nombres como Friedrich Engels o Karl Marx. Contaba con 16 volúmenes. Entre 1873 y 1883 se publicó una nueva edición de la obra, bajo el título The American Cyclopedia. Esta última contó con un suplemento titulado Appleton's Anual Cyclopædia.